# Order Tronu
Order Tronu (arab. ‏وسام العرش, Wisam al-Arsz‎, fr. Ouissam El Arch, Ordre du Trône) – odznaczenie państwowe nadawane w Królestwie Maroka za wybitne zasługi cywilne i wojskowe. Odznaczenie ustanowił król Hasan II dekretem z 16 maja 1963. W kolejności starszeństwa marokańskich odznaczeń zajmuje czwarte miejsce, po Orderze Wierności, a przed Orderem Zasługi Wojskowej.

## Charakterystyka
Order podzielony jest na pięć klas z limitem odznaczonych:
- Klasa specjalna: wielka wstęga noszona z prawego ramienia na lewy bok oraz gwiazda orderowa przypinana po lewej stronie piersi. Odznaką jest emaliowana na zielono pięciopromienna gwiazda (symbol dynastii Alawitów) umieszczona na tle pozłacanych promieni i opatrzona arabską dewizą Al-Arsz – Tron[3], max. 20. osób;
- I klasa: odznaka orderowa to gwiazda Alawitów na tle srebrnych promieni, noszona na wstędze zawieszonej u szyi oraz gwiazda orderowa przypinana po lewej stronie piersi[3], max. 60. osób;
- II klasa: ta sama odznaka noszona na wstędze zawieszonej u szyi, max. 350. osób;
- III klasa: odznaka noszona na wstążce z rozetką po lewej stronie piersi[3], max. 1 tys. osób;
- IV klasa: odznaka jak wyżej, ale bez rozetki na wstążce[3], max.  10 tys. osób.